# Autoridad Regional Interina de Darfur
La Autoridad Regional de Darfur (السلطة الإنتقالية الإقليمية لدارفور) es una autoridad en la región de Darfur en Sudán. La ARID fue creada en abril de 2007 bajo los términos del Acuerdo de Paz de Darfur, firmado en mayo de 2006. Su principal sede está en El Fasher.

## Estructura y finalidad
La ARID está definida por el Acuerdo de Paz de Darfur como el instrumento principal para la aplicación de dicho Acuerdo, y como un medio para mejorar la coordinación y la cooperación entre los tres estados de Darfur, Darfur del Oeste, Darfur del Sur y Darfur del Norte.
Entre sus principales responsabilidades incluyen facilitar el regreso de los refugiados y los desplazados internos, la coordinación de la restauración de la seguridad, y promover la paz y la reconciliación.
El Acuerdo de Paz de Darfur establece que el Movimiento de Liberación de Sudán y el Movimiento Justicia e Igualdad estarán representados en el ARID con al menos 8 de los 10 escaños.
El Acuerdo de Paz de Darfur establece que el ARID se compondrá de la siguiente forma:
- Asistente del Presidente y Presidente de la Autoridad Regional de Transición de Darfur.
- Los gobernadores de los tres estados de Darfur
- Jefes de la Comisión de Rehabilitación y Reasentamiento de Darfur
- Fondo de Reconstrucción y Desarrollo de Darfur
- Comisión Estatal de Tierras
- Comisión de Ejecución de las Disposiciones de Seguridad de Darfur
- Consejo de Paz y Reconciliación de Darfur
- Comisión de Compensación de Darfur, y
- otros en los que se llegue a un acuerdo entre las partes.

## Composición de la ARID
- Minni Minawi (Presidente)[7]
- Khalid Billal Ahmad (Secretario General)[7]
- Osman Mohamed Yousif Kibir en Al-Fashir (Gobernador de Darfur del Norte)[8]
- Ali Mahmoud (Gobernador de Darfur del Sur)[9]
- Al Shartai Jaafar Abdel-Hakam (Gobernador de Darfur del Oeste)[10]
- Ibrahim Madibo (Presidente del Fondo de Reconstrucción y Desarrollo de Darfur)[11]

## Situación futura
La ARID es una autoridad interina. La situación permanente de la región de Darfur será determinada por un referéndum que se celebrará en 2010 o 2011 en la que el pueblo de Darfur tendrá la posibilidad de elegir entre la fusión de los actuales tres estados de Darfur en una sola región autónoma de Darfur (con una constitución y gobierno regional) o el mantenimiento del statu quo. La ARID será disuelta en cualquiera de los dos casos.

### Autoridad Regional de Darfur
- Autoridad Regional de Darfur Archivado el 30 de marzo de 2023 en Wayback Machine.
- Comisión de Tierras de Darfur
- Comisión de Rehabilitación y Reasentamiento de Darfur

- Datos: Q949842